# خواجه بایکول
خواجه بایکول  جماعت و شهرکی در کشور تاجیکستان است که در ناحیهٔ وحدت ناحیه‌های تابع جمهوری قرار دارد. جمعیت این جماعت ۱۴٬۲۶۳ است.